# Neope albicans
Neope albicans är en fjärilsart som beskrevs av John Henry Leech 1892-1894. Neope albicans ingår i släktet Neope och familjen praktfjärilar. Inga underarter finns listade i Catalogue of Life.